# José Luis Caminero
José Luis Caminero, född 8 november 1967 i Madrid, är en före detta spansk fotbollsspelare. Han spelade bland annat spelade för Spaniens herrlandslag i fotboll i VM 1994 där han gjorde 3 mål.
Caminero blev för några år sedan avslöjad som pengatvättare i kokainsmugglingen.